# Viktor Verschaeve
Viktor Verschaeve (Brasschaat, 3 agosto 1998) è un ex ciclista su strada belga, attivo in formazioni UCI dal 2021 al 2023. Nel maggio 2023 annuncia il ritiro dalle corse a causa di un persistente problema all'arteria iliaca non risolto nonostante numerose operazioni.

## Palmarès
- 2015 (Junioresa)

1ª tappa Keizer der Juniores (Reningelst > Reningelst)
- 2020 (Lotto Soudal U23, una vittoria)

2ª tappa Tour de Savoie Mont-Blanc (Moûtiers > Valfréjus)

### Altri successi
- 2019 (Lotto Soudal U23)

Grote Prijs Rik Van Looy

## Piazzamenti

### Classiche monumento
- Liegi-Bastogne-Liegi

2022: 79º
- Giro di Lombardia

2022: ritirato

### Competizioni mondiali
- Campionati del mondo

Innsbruck 2018 - In linea Under-23: 32º

### Competizioni continentali
- Campionati europei

Plumelec 2016 - In linea Junior: 25º
Zlín 2018 - In linea Under-23: ritirato